# داگلاس اسمیت (هنرپیشه)
داگلاس اسمیت (انگلیسی: Douglas Smith؛ زادهٔ ۲۲ ژوئن ۱۹۸۵) هنرپیشه اهل کانادا است. وی از سال ۱۹۹۶ میلادی تاکنون مشغول فعالیت بوده‌است.
از فیلم‌ها و سریال‌هایی که وی در آن نقش داشته است می‌توان به پرونده‌های اکس، عشق بزرگ، ضدویروس و پرسی جکسون و المپ‌نشینان: دریای هیولاها، انفجاری از گذشته، به یاد داشته باشید، دور از خانه و تنها بمیر اشاره کرد. بازی در فیلم خانم اسلوان و سریال دروغ‌های کوچک بزرگ (مجموعه تلویزیونی) هم جزو نقش آفرینی ها او هستند 